# Zimmer Feri
A Zimmer Feri 1997-ben készült, 1998-ban bemutatott színes, magyar filmvígjáték, amit Tímár Péter rendezett. A film üdülős jeleneteit a budapesti Római-parton, a balatoniakat pedig Balatonföldváron forgatták. A történetet Tímár Péter később regény formájában is feldolgozta. A film folytatása – a Zimmer Feri 2. – 2010-ben készült el.

## Történet
Fikász Feri ötvenéves vállalkozó hatalmas adósságot a nyakába véve kibérel egy balatoni panziót, amibe bevonja összes rokonát, reménykedve, hogy szezon végére lerakja az alapkövet családja boldogságára. Tervének megvalósítása érdekében a maximális költséghatékonyságra törekedve a lehető legrosszabb ellátást adja a szálláson, vizezi a sört, földet rak a kávéba, romlott húsból főzeti az ételeket és méregdrágán adja ki a szobákat. Üdülőjét pedig nem csak a mesélő rokon gyerek, a feketepiacról szerzett néger konyhalány, az ÁNTSZ, a német turisták, hanem a magyar maffia is megtiszteli.

## Szereplők
- Reviczky Gábor – Fikász 'Zimmer' Feri
- Pogány Judit – Vilma
- Szarvas József – Pista
- Kovács Vanda – Rózsi
- Bíró Attila – Peti, Vilma unokaöccse
- Louanda Bird Abreu – Lucia
- Növényi Norbert – Charlie
- Szacsvay László – Kázmér, ÁNTSZ-ellenőr
- Ozsda Erika (hangja: Kocsis Mariann) – Ibolya, ÁNTSZ-ellenőr
- Galla Miklós – Árvai százados
- Nagy Natália – Amálka
- Méhes László – Tóbiás
- Magyar Attila – Frankó
- Urmai Gábor – Csabi
- Monori Balázs – Lali
- Kaszás Gergő – Frici
- Gévai Réka – Csöpi
- Málnay Zsuzsa – Terka, Peti anyja
- Gálfi Anikó – Charlie felesége
- Csutka István – mentős
- Nagy Balázs – német vendég

## A film emlékezetes elemei
- Focista – Ferenc rendszeres sértő mondata Pistának, amivel arra céloz, hogy ő egy kétballábas, x lábú focista, aki miatt kikapott a keceli csapat. A mondatnak több változata is van, mint "A focista modorodat!", vagy "A sárdagasztó tartalékfocista keservedet!" vagy "A díszlábú, 11-est elbaltázó valagát az ördögnek!".
- Kinyitom a gázt – Ferenc sokszor ismétlődő mondata, amit akkor mond, ha mélypontra kerül. Ezzel leginkább arra céloz, hogy mindenkit fel akar robbantani.
- Jaj, a roham! – Vilma ismétlődő mondata, amit akkor mond ha Ferenc felidegesíti magát, és fél, hogy idegösszeomlást kap. Ez általában a Ferenc és Pista közt kibontakozó viták szokták előidézni, amit ő (és Rozi) a legtöbbször igyekszik megakadályozni – sikertelenül.
- Lesz haszon/Nem lesz haszon őszire – A család sokszor említi ezt, amikor abban bíznak, hogy az idény végére összejön annyi pénz, amivel ki tudják fizetni az adósságaikat.
- Megbeszélhetnénk, kedves apámuram, kié-mennyi is a bevételből – Pista visszatérő mondata, amit akkor említ, mikor kíváncsi neki mennyi haszna lesz a profitból. Később megjelenik a "Megbeszélhetnénk, kedves apámuram, kié-mennyi is a ráfizetésből", amikor a panzióból a németek fizetés nélkül távoznak, vagy "Megbeszélhetnénk, kedves apámuram, kié-mennyi is a zsákmányból", mikor a lopott pénz után kutatnak.
- Német, magyar, angol beszéd – Ferenc a vendégekhez általában németül beszél, magyarral és angollal keverve. Eleinte Kázmérhoz és Ibolyához is így beszél, ameddig meg nem tudja, hogy magyarok.
- Szóismétlés – Rozika gyakran bocsátkozik szóismétlésekbe egy mondatban. Például: "Kitaláljuk mink a vendégfogást, mink" vagy, "Az előbb még itt volt, az előbb" vagy "Elloptak 2000 forintot, elloptak" vagy "A pénzt ő is látta, a pénzt".
- Gatyaigazítás – Pista teszi ezt, amikor készül beosonni Lucia fáskamrájába. A nő rendre folyton elhajtja őt.
- A móló – A büfés Charlie, mikor valakivel beszélgetni akar, mindig kiviszi a mólónak a legszélére. Ezt teszi Pistával, s később Petivel is.
- Ruhaváltás – Megfigyelhető, hogy az üdülő egyik női vendégének Amálkának, minden második felvételben, ok nélkül teljesen új ruhája van.
- Lepedőcsere  – Vilma furcsa szokását Lucia alkalmazza Friciéknél, miszerint első éjjel a tiszta lepedőt kell feltenni, másnap a használtat.
- Békáznak valahol! – Tóbiás ismétli ezt folyton. A pisztolylövések hallatán hiszi azt, hogy egy játékot játszanak, melynek lényege, a béka formájú papírra rátaposnak, ami pukkanó hangot ad ki.
- Háncsszoknya – Visszatérő tárgy, amit Luciának pincérként az ételek kiosztásakor mindig viselnie kell. Noha csak Ferenc ragaszkodik hozzá, igazából senki nem tartja fontosnak ezt hordani.
- Tóbi, vigyáz a cipődre/bőrcipőre/szandálra/edzőcipődre – Amálka mondja a férjének Tóbiásnak, aki rendszerint hányni megy, mikor Feriék üdülőjében megkóstol valamit. Ilyenkor a felesége inti, hogy vigyázzon a lábbelijére, de ő mindig csak azt hányja le. A film végén Tóbiás már csak két, a lábára tekert szatyorban járkál, cipő helyett.
- Fordított beszéd – A rablóbanda tagjai rendszerint az ellenkezőjét mondják mindennek, amit mondanak. Bár megemlítik, hogy csak egymással nem lehetnek őszinték, az esetek többségében így beszélnek.
- Ajtófüggöny – Valahányszor Ferenc belép a konyhába, beleakad az ajtóban lógó függönybe és idegesen tépi le magáról. Megfigyelhető, hogy akkor is idegesen kapálózik, amikor a függöny már nincs is fenn az ajtón.
- Gondnok úr – Ferencet hívják így az üdülő vendégei, bár ő mindig kijavítja őket, hogy ő itt igazgató.
- Kolompolás – Ferenc a tűzjelző kolomppal jelzi az étkezések kezdetét, miközben hangosan kiabálja magyarul és németül vegyesen a reggelit, ebédet, vacsorát.
- Csocsi – Büfés Charlie hívja így a csokoládét, amikor Petinek és Luciának ad belőle.
- Hirtelen megjelenés/eltűnés – A szereplők a jelenetek elején és végén rendszerint a semmiből jelennek meg hirtelen, illetve tűnnek el.
- Éca – Ferenc sajátos elnevezése az ötletre.
- Kolbász-szökés – Amikor az egyik vacsoránál a romlott kolbászok elmásznak, és azokat próbálják meg elfogni.
- Tojástenisz – Amikor a szereplők tojásokkal kénytelenek pingpongozni, mert az egyetlen pingpong labdára ráléptek.
- Pörgetés – Ferenc tolvajfogó módszere, amit apjától tanult, akinek egy szovjet tiszt mesélte el ezt az ukrán hadifogságban. A szemet egy kendővel be kell kötni, majd az illetőt meg kell pörgetni, mert a tolvajnak a mágneses tere odavonzza a bepörgetett illetőt.

## Érdekességek
- A forgatás a rendező előző, Csinibaba című filmjénél alkalmazott módszer szerint készült: a szereplők azért mozognak furcsán, mert a jelenetek jelentős részét úgy vették fel, hogy a rendező a szöveget rámondatta a színészekkel egy magnóra, majd ezt hol gyorsítva, hol lassítva játszotta le. A színészek meg ehhez a tempóhoz alkalmazkodva tátogták, illetve mozogták le.[1]
- Olyan jelenetek is kerültek a filmbe, amiket a rendező instrukciói szerint az Egészséges erotika című filmjéhez hasonlóan visszafelé játszottak el a színészek, vagyis a jelenetben hátrafelé lépdeltek, a szöveget pedig visszafelé kellett letátogni. A kész filmben ezeket a jeleneteket fordítva vágták be, ezzel újra időben helyesen látjuk a történéseket.
- A film végén a lövöldözős jelenetnél a forgatáshoz használt egyik műanyag golyó visszacsapódott az ajtó tokjáról és eltalálta Tímár Péter szemét, emiatt lett szemüveges.[2] Az ajtófélfán gellert kapott golyó bekerült a film végleges verziójába.
- Nagy Natália részben a filmben vállalt szereplése miatt hagyta ott a L’art pour l’art Társulatot, mert a társulat többi tagjának nem tetszett a filmben vállalt szereplése.[3]

## Televíziós megjelenés
m1, m2, Duna TV, Duna World, RTL Klub, Filmmúzeum, Viasat 3, Film+, Super TV2, Moziverzum, TV2, Mozi+

## Nézettség
A nézettségi adatok szerint 177 020 jegyet adtak el rá.